# José Manuel Poga
José Manuel Rivera, conegut pel seu nom artístic José Manuel Poga, (Jerez de la Frontera, Cadis, 1 de gener de 1980) és un actor espanyol. La seva interpretació més destacada és la de César Gandía, cap de seguretat del Banc d'Espanya, en la sèrie La Casa de Papel.

## Trajectòria
Es va iniciar al món de l'espectacle en la seva ciutat natal fent de còmic i pallasso, així com participant en curtmetratges. La seva primera aparició a la televisió nacional va ser interpretant un policia en un capítol de la sèrie La que se avecina l'any 2007.
Uns anys abans, el 2002, havia colaborat en l'espectacle XXX de la companyia teatral catalana La Fura dels Baus.
La seva arribada al món del cinema va ser el 2011 en la pel·lícula Un mundo cuadrado interpretant un metge. Va tenir papers menors en altres pel·lícules com Grupo 7 o Miel de naranjas.
La seva primera participació en una superproducció va ser en la pel·lícula El Niño, un film sobre el narcotràfic a l'Estret de Gibraltar. Va interpretar Rafael Alberti a La luz con el tiempo dentro, una pel·lícula biogràfica de 2015 sobre Juan Ramón Jiménez. Va continuar representant papers menors en pel·lícules com Palmeras en la nieve, Toro, El hombre de las mil caras, Oro i L'ombra de la llei.
En la pantalla petita va fer el paper de El Estepeño a Víctor Ros, Tobías a Fugitiva i Alfonso a Gigantes. Va aparèixer ocasionalment a La peste i El Ministerio del Tiempo.
Va ser el 2019 quan va adquirir fama nacional en fer el paper del pres gibraltareny Manchester a la pel·lícula Taxi a Gibraltar i, sobretot, per la seva interpretació com a César Gandía, cap de seguretat del Banc d'Espanya, en les parts 3, 4 i 5 de La Casa de Papel.

## Filmografia

### Cinema
| Any  | Títol                       | Paper              | Notes        |
| ---- | --------------------------- | ------------------ | ------------ |
| 2011 | Un mundo cuadrado           | Metge              | Extra        |
| 2012 | El mundo es nuestro         | Municipal          | Secundari    |
| 2012 | Grupo 7                     | Miguel Ruiz Lozano | Secundari    |
| 2012 | Miel de naranjas            | -                  | Secundari    |
| 2014 | El Niño                     | -                  | Secundari    |
| 2015 | La luz con el tiempo dentro | Rafael Alberti     | Protagonista |
| 2015 | Palmeras en la nieve        | -                  | Paper menor  |
| 2016 | Toro                        | -                  | Extra        |
| 2016 | El hombre de las mil caras  | -                  | Extra        |
| 2017 | Oro                         | -                  | Extra        |
| 2018 | La luz con el tiempo dentro | -                  | Paper Menor  |
| 2019 | Taxi a Gibraltar            | Manchester         | Protagonista |
| 2019 | La trinchera infinita       | Rodrigo            | Secundari    |
| 2023 | La fortaleza                | Jorge              | Principal    |
| 2023 | Infiesto                    | El dimoni          | Secundari    |

### Televisió
| Any         | Títol                    | Paper          | Notes                                                 |
| ----------- | ------------------------ | -------------- | ----------------------------------------------------- |
| 2015        | Víctor Ros               | L'estepeño     | Principal                                             |
| 2016        | Bajo sospecha            | Marcos Lara    | Principal                                             |
| 2017        | El Ministerio del Tiempo | William Martin | 1 episodi                                             |
| 2018        | Fugitiva                 | Tobías Romano  | Principal                                             |
| 2018        | Gigantes                 | Comprador      | Elenc episòdic                                        |
| 2018        | La peste                 | ?              | Extra                                                 |
| 2019 - 2021 | La casa de papel         | Cèsar Gandia   | 3°Part: Recurrent 4°Part: Principal 5°Part: Principal |
| 2021        | Sky Rojo                 | Fermín         | Episodi 8. Extra                                      |
| 2021        | Grasa                    | Fati           |                                                       |
| 2023        | El cuerpo en llamas      | Pedro          |                                                       |